# The Derby 1905 (film 1905 Hepworth)
The Derby 1905 è un cortometraggio muto del 1905. Il nome del regista non viene riportato nei credit del film.
Conosciuto internazionalmente con il nome di Epsom Derby, il Derby Stakes viene chiamato comunemente dagli inglesi The Derby. Viene corso a Epsom, nel Surrey. Nel 1905, sulla celebre corsa di cavalli fu girato un altro documentario che fu prodotto dall'Urban Trading Company.
Quell'anno il derby venne vinto dal cavallo Cicero montato da Danny Maher, appartenente al conte di Rosebery.

## Produzione
Il film fu prodotto dalla Hepworth.

## Distribuzione
Distribuito dalla Hepworth, il documentario - un cortometraggio della lunghezza di 15,2 metri - presumibilmente uscì nelle sale cinematografiche britanniche nel 1905. Non si hanno altre notizie del film che si ritiene perduto, forse distrutto nel 1924 quando il produttore Cecil M. Hepworth, ormai fallito, cercò di recuperare l'argento del nitrato fondendo le pellicole.